# Drepananthus vitiensis
Drepananthus vitiensis är en kirimojaväxtart som först beskrevs av Albert Charles Smith och som fick sitt nu gällande namn av Siddharthan Surveswaran och Richard M.K. Saunders.
Drepananthus vitiensis ingår i släktet Drepananthus och familjen kirimojaväxter. Inga underarter finns listade i Catalogue of Life.